# 矢田姫
矢田姫（やたひめ、天文16年（1547年） - 慶長8年4月28日（1603年6月7日））は、戦国時代の女性。徳川家康の異母妹。

## 略歴

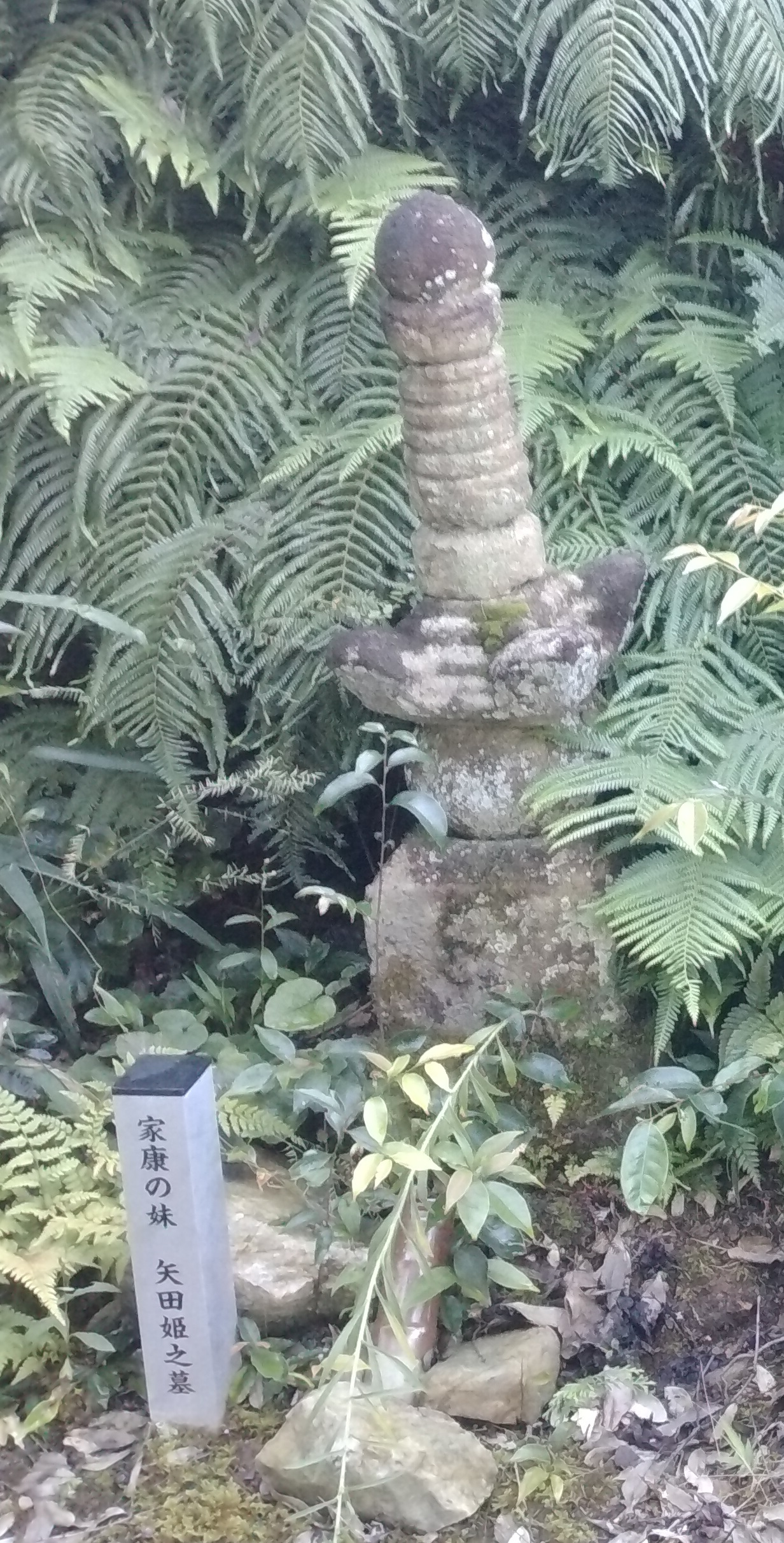
岡崎市法蔵寺の矢田姫の墓

松平広忠の娘で母は平原勘之丞正次の娘と伝わる。長沢松平家8代当主・松平康忠に嫁ぎ、嫡男松平康直をもうけた。
慶長8年（1603年）4月28日死去。法名長康院殿玉峯榮樹大姉。墓所は法蔵寺（愛知県岡崎市）。